# Helmut Zimmermann (Astronom)
Helmut Zimmermann (* 21. Januar 1926 in Altensalz; † 18. Dezember 2011 in Jena) war ein deutscher Astronom.
Zimmermann studierte 1946 bis 1951 Mathematik an der Universität Jena und war danach Assistent an der Universitäts-Sternwarte Jena, an der er Oberassistent und 1979 außerordentlicher Professor für Astronomie wurde. 1968 bis 1978 leitete er das Institut für Astronomie.
Er befasste sich mit der Astrophysik interstellarer Materie, zum Beispiel der Dynamik interstellarer Wolken aufgrund von Stößen und Berechnungen der Strahlungsenergiedichte im interstellaren Medium im Ultravioletten und Optischen Bereich. Dazu unternahm er schon in den 1960er Jahren umfangreiche Computerrechnungen. Schon 1961 hielt er Spezialseminare für Computerberechnungen des inneren Sternaufbaus.
Er befasste sich auch mit der Lehrerausbildung, nachdem Ende der 1950er Jahre Astronomie zu den Pflichtfächern an erweiterten Oberschulen in der DDR geworden war und ab 1978 wurden direkt Diplomlehrer in der Fächerkombination Physik und Astronomie ausgebildet.
Von ihm und  Alfred Weigert stammt ein Astronomie-Lexikon, das zuerst 1960 erschien und viele Neuauflagen erlebte. Für den Landolt-Börnstein überarbeitete er 1999 den Abschnitt Interstellare Materie.

## Schriften
- mit Alfred Weigert: Lexikon der Astronomie, Spektrum Akademischer Verlag 1999 (zuerst Edition Leipzig und Hanau: Dausien 1960)